# 辛慈
辛慈（德語：Paul von Hintze，1864年2月13日—1941年8月19日），德国外交官，曾任德國駐華公使（1914年-1917年）和德国外交部部长（1918年7月-10月）

## 生平
早年曾在德国海军服役，1911年以海军少将退役，进入外交界。1911年-1914年任驻墨西哥公使，1914年-1917年8月任驻中国特命全权公使。1917年3月14日中国外长伍廷芳照会辛慈，与德国断交外交关系。3月25日辛慈离开北京，经停徐州，与张勋会谈，然后经上海乘船回德国。离华前指令滞留在上海的德驻上海总领事克里平，加强联络中国亲德势力如康有为、孙洪伊、唐绍仪等，同时积极接触孙中山，促其亲德，推翻段祺瑞为代表的北京政府。
1918年7月16任德国乔治·冯·赫特林内阁外交部长，10月7日随内阁辞职，其外长职务被威廉·索福所接替。
1918年11月曹亚伯奉孙中山之命在柏林阿德勒宾馆与辛慈进行会谈，并于12月1日访问德国外交部。1921年孙中山派其代表朱和中，到柏林访问辛慈，商谈孙中山南方政府与德国合作之事。